# 神羅万象チョコ ゼクスファクター
神羅万象チョコ ゼクスファクター（しんらばんしょうチョコ ゼクスファクター）はバンダイ発売のおまけ付き駄菓子・ウエハースチョコレート。神羅万象チョコシリーズの第六章に当たる。

## 解説
神羅万象チョコシリーズの実質的な第六章に該当する。通算21作目。2010年4月5日に第1弾が全24種+3（アナザー、シークレット）でバンダイより発売された。

## 世界観
前章までとは世界観が一新されており、後に天地神明の章で本章のキャラクターが再登場した際には明確に「別次元」と言及された。
人類の生活圏を取り囲む広大な未開のジャングル「外海」に点在する旧文明の遺跡から発見された遺物「神具(アーティファクト)」に宿る精霊「魂獣(スピリッツ)」と契約し、その能力を貸し与えられた人々「因使(ファクター)」が時代の先駆者として活躍する世界で、因使養成機関「鳳凰学園」を擁する学園都市「耶馬都(やまと)」を舞台に、世界を構成する五大属性因子とは異質である「無」の力を司る第六因子「ゼクスファクター」を巡る物語を描く。

## ラインナップ

### 第1弾
- ZXPR はぐれ魂獣イヅナ(S)(A)
- ZX001 火群カイ(H)
- ZX002 熾天烈火カリン(H)
- ZX003 デス・マスカレード(S)
- ZX004 フェニックス理事長(S)
- ZX005 学園長ガイ(S)
- ZX006 太陽王子カナト(S)
- ZX007 荊姫シヅカ(S)
- ZX008 鋼鉄乙女マリオン(S)(A)
- ZX009 炎鎚のキリコ
- ZX010 エッジ
- ZX011 ルリ丸
- ZX012 魔法少女ルルイエ(S)
- ZX013 Mr.オニゴン
- ZX014 F・キージェイ
- ZX015 ウリボー
- ZX016 ケロッタマ
- ZX017 ディグディグ
- ZX018 ジャンペーラ
- ZX019 アンガリー
- ZX020 雷刃のイツキ(H)
- ZX021 蒼震雷鬼 紫電龍(H)
- ZX022 爆炎のカイ(H)
- ZX023 紅蓮焔鬼 牙炎凰(H)(R)

### 第2弾
- ZX024 銀狼のコウヤ(H)
- ZX025 白鋼狼牙 涼白銀(H)
- ZX026 氷輪のマヒロ(H)(A)
- ZX027 黒曜影波 星霜月(H)
- ZX028 烈火のカリン(S)
- ZX029 独眼竜カゲミツ
- ZX030 快刀嵐魔 鬼武者梵
- ZX031 怪力予爪キングパテｨ
- ZX032 四炎聖天マイト(S)
- ZX033 剛烈剣マヒル(S)
- ZX034 水鏡のケンケン(S)
- ZX035 太陽王子カナト(S)
- ZX036 磁界王マグナ(S)
- ZX037 コージー・ホッター
- ZX038 墨闘のフデ丸
- ZX039 魚海のルー
- ZX040 ライナ・キロス
- ZX041 リザーピオン
- ZX042 ゴードル
- ZX043 シーガル
- ZX044 守護獣バルガザル(S)
- ZX045 黄金竜エメリウス(H)(R)
- ZX046 電光石火カイ(H)
- ZX047 戦神機ミカエラ(S)(A)

### 第3弾
- ZX048 熾天烈火カリン(H)
- ZX049 火群 剣柳斎(S)
- ZX050 六道拳カイ(H)
- ZX051 六道鬼神 魔破羅琉輝(H)
- ZX052 死神 凶死郎(S)
- ZX053 ヘルスポーン・Ｇ(S)
- ZX054 白鳥寮長マッチョーネ
- ZX055 ルーペン
- ZX056 ガーデニングショータ
- ZX057 のんびりカラヒコ
- ZX058 走り屋ハヤト
- ZX059 プートン
- ZX060 ミミ子
- ZX061 超人姫Ｇパルセット
- ZX062 超人鬼Ｇパルシオン
- ZX063 特攻天女 又吉郎狂姫
- ZX064 太陽王子カナト(S)
- ZX065 狂華咲乱 花媛香具耶(S)
- ZX066 麗鳥艶舞Ｆダンスター(S)
- ZX067 激震巨象ガネイシャ(S)
- ZX068 輝煌男爵ガイ(H)
- ZX069 不動鬼神 紗々羅明王(H)
- ZX070 阿修羅王カイ(H)(A)(R)
- ZX071 慧光仙女 八意紗都理(S)(A)

### 第4弾
- ZX072 破壊王子カナト(H)
- ZX073 天照神龍エメルカムイ(H)
- ZX074 マスカレード・ケン(S)
- ZX075 偽神ナイアーラ(H)
- ZX076 獅王獣ガルディオン
- ZX077 炎騎獣フレイムディノス
- ZX078 雷闘獣ゴリドルガー
- ZX079 獣王兵フンババール
- ZX080 阿修羅明王カイ(H)
- ZX081 光翼聖天キリコ(S)
- ZX082 特攻番長エッジ(S)
- ZX083 勇者ルリ丸(S)
- ZX084 フェニックス・レイガ(A)
- ZX085 執事長ギンベエ
- ZX086 浪漫狩人キザリー
- ZX087 浪漫狩人アイリーン
- ZX088 鋼鉄戦姫マリオン(S)
- ZX089 小龍王シグレ(S)
- ZX090 格闘王キングタイガー(S)
- ZX091 鋼鉄要塞シグマ(S)
- ZX092 阿吽合神パルサーロード(S)
- ZX093 マジカル☆ルルイエ(S)
- ZX094 白面金剛九尾イヅナ(H)(A)
- ZX095 終極因使カイ(H)(R)
- ZXEP  カイ＆イヅナ(H)
- ZXEX1 一学期
- ZXEX2 二学期
- ZXEX3 三学期

## 登場キャラクター

### 火群カイ：関係者
火群カイ（ほむらカイ）
第1弾 ZX001 ホログラムカード
火群 カイ〈16歳〉
POWER:?/Potential:S
道具：?/仲間：はぐれ魂獣イヅナ
特技：属性不問で他人の神具を使用可能
本章の主人公。秘宝「紲晶石」を求めて鳳凰学園にやってきた謎の転校生。紲晶石を守護する隠密集団「火群一族」の末裔。13年前、実の両親が一族を裏切って紲晶石を強奪した際に里に置き去りにされ、その後は両親への復讐を糧に永い修行を経て一族一の実力者へと成長。身内の恥に責任を感じ「紲晶石奪還の使命」に名乗りをあげた。
実は人間と魂獣の間に生まれた混血児であり、魂獣と同調しやすい性質を持つ。「他人の神具を使用可能」という特技もこの出自によるものである。
爆炎のカイ（ばくえんのカイ）
第1弾 ZX022 ホログラムカード
POWER:10/Potential:S
神具：炎王剣ヒノカグツチ〈朱雀〉
電光石火カイ（でんこうせっかカイ）
第2弾 ZX046 ホログラムカード
POWER:15/Potential:S
神具：炎王剣、雷王剣
六道拳カイ（りくどうけんカイ）
第3弾 ZX050 ホログラムカード
名前：光明司 魁
POWER:15/Potential:S
神具：六道剣アスラ〈麒麟〉
阿修羅王カイ（あしゅらおうカイ）
第3弾 ZX070 ホログラムカード/アナザーカード/レア
POWER:20/Potential:S
神具：六道拳アスラ武装形態〈麒麟〉
阿修羅明王カイ（あしゅらみょうおうカイ）
第4弾 ZX080 ホログラムカード
POWER:25/Potential:S
神具：六道拳アスラ武装形態〈麒麟〉
終極因使カイ（ゼクスファクターカイ）
第4弾 ZX095 ホログラムカード/レア
POWER:∞/Potential:SS
秘宝：紲晶石/融合：白面金剛九尾イヅナ
「魂獣」
はぐれ魂獣イヅナ（はぐれスピリッツイヅナ）
第1弾 ZXPR シルバーカード/アナザーカード
第4弾 ZX094 ホログラムカード/アナザーカード
POWER:25/Potential:SS
紲晶石に宿る魂獣でありながら、本体である紲晶石と離れ離れになってしまった「はぐれ魂獣」。紲晶石を取り戻すため、カイに協力する。
六道鬼神 魔破羅琉輝（りくどうきしん まはらりゅうき）
第3弾 ZX051 ホログラムカード
POWER:18/Potential:S
六道拳アスラに宿る魂獣。カイの初契約魂獣でもあり、彼が生まれた頃から見守ってきた。
輝煌男爵ガイ
鳳凰学園の学園長にして、カイの実父。13年前、当時3歳でイヅナと契約してしまった反動によって死にかけていたカイを救うため、紲晶石を強奪しその力を抑え込んでいた。
不動鬼神 沙々羅明王
ガイと契約した魂獣であり、カイの実母。
火群 剣柳斎（ほむら けんりゅうさい）
第3弾 ZX049 シルバーカード
POWER:12/Potential:A
カイの育ての親であり、武術の師匠。

### 学園万屋「天ヶ原」
熾天烈火カリン（してんれっかカリン）
第1弾 ZX002 ホログラムカード
名前：紅炎寺 カリン〈18歳〉
POWER:12/Potential:A
神具：炎王剣ヒノカグツチ〈朱雀〉/魂獣：牙炎
能力：発火能力、火炎操作
学園万屋「天ヶ原」のリーダー。学園における朱雀組最強因使としてその名を知られている。
烈火のカリン（れっかのカリン）
第2弾 ZX028 ホログラムカード
POWER:10/Potential:A
道具：烈火のマフラー/勧誘：爆炎のカイ
特技：蹴り技主体の我流格闘術
熾天烈火カリン（してんれっかカリン）
第3弾 ZX048 ホログラムカード
POWER:13/Potential:A
神具：炎王剣ヒノカグツチ〈朱雀〉/敵対：六道拳カイ
「魂獣」
紅蓮焔鬼 牙炎凰（ぐれんえんき がえんおう）
第1弾 ZX023 ホログラムカード/レア
名前：牙炎凰
POWER:15/Potential:A
能力：業火焔浄

雷刃のイツキ（らいじんのイツキ）
第1弾 ZX020 ホログラムカード
名前：竜胆 イツキ〈17歳〉
POWER:10/Potential:A
神具：雷王剣タケミカヅチ〈青龍〉/魂獣：至電
能力：発電能力、電気操作
「魂獣」
蒼震雷鬼 至電龍（そうしんらいき しでんりゅう）
第1弾 ZX021 ホログラムカード
名前：至電龍
POWER:15/Potential:A
能力：電撃招雷

銀狼のコウヤ（ぎんろうのコウヤ）
第2弾 ZX024 ホログラムカード
名前：虎白堂 鋼夜〈18歳〉
POWER:13/Potential:A
神具：銀戦斧アマツマラ〈白虎〉/魂獣：涼白
能力：肉体鋼化、鋼鉄生成
学園万屋「天ヶ原」の副リーダー。
「魂獣」
白鋼狼牙 涼白銀（びゃっこうろうが すずしろがね）
第2弾 ZX025 ホログラムカード
名前：涼白銀
POWER:14/Potential:A
能力：金剛真拳

氷輪のマヒロ（ひょうりんのマヒロ）
第2弾 ZX026 ホログラムカード/アナザーカード
名前：氷翠 マヒロ〈15歳〉
POWER:9/Potential:S
神具：水嶺槍ワタツミ〈玄武〉/魂獣：霜月
能力：冷気放出、液体操作
「魂獣」
黒曜影波 星霜月（こくようえいは せいそうげつ）
第2弾 ZX027 ホログラムカード
名前：星霜月
POWER:16/Potential:A
能力：絶対零度

### クラスメイト
炎鎚のキリコ（えんついのキリコ）
第1弾 ZX009
名前：南条院 キリコ〈16歳〉
POWER:7/Potential:C
神具：炎鎚タヂカラノオ〈朱雀〉/魂獣：パティ
能力：発火能力、火炎操作
光翼聖天キリコ（こうよくせいてんキリコ）
第4弾 ZX081 シルバーカード
POWER:14/Potential:S
能力：夢想火炎撃
「魂獣」
怪力矛爪キングパティ（かいりきむそうキングパティ）
第2弾 ZX031
名前：キングパティ
POWER:12/Potential:B
能力：矛爪炎斬

エッジ
第1弾 ZX010
名前：前田 鋭児〈16歳〉
POWER:6/Potential:B
神具：炎櫛クシナダ〈朱雀〉/魂獣：又吉
能力：発火能力、火炎操作
特攻番長エッジ（とっこうばんちょうエッジ）
第4弾 ZX082 シルバーカード
POWER:13/Potential:B
能力：仏血斬り・地獄変
「魂獣」
特攻天女 又吉郎狂姫（とっこうてんにょ またきちろうくるひめ）
第3弾 ZX063
名前：又吉郎狂姫
POWER:11/Potential:B
能力：仏血斬り

ルリ丸（ルリまる）
第1弾 ZX011
名前：柴居 瑠璃丸〈16歳〉
POWER:3/Potential:A
神具：炎玉コンゴウニオウ〈朱雀〉/魂獣：パルシオン
能力：発火能力、火炎操作
勇者ルリ丸（ゆうしゃルリまる）
第4弾 ZX083 シルバーカード
POWER:12/Potential:A
能力：真極爆裂拳、炎獄震鳴衝
「魂獣」
超人鬼Gパルシオン（ちょうじんきグレートパルシオン）
第3弾 ZX062
名前：グレートパルジオン
POWER:10/Potential:B
能力：爆裂拳
阿吽合神パルサーロード（あうんがっしんパルサーロード）
第4弾 ZX092 シルバーカード
名前：パルサーロード
POWER:18/Potential:A
合体/Gパルシオン、Gパルセット
能力：業火焔浄、絶対零度、星天光弾

### 生徒会
太陽王子カナト（たいようおうじカナト）
第1弾 ZX006 シルバーカード
名前：鳳凰院 神那人〈18歳〉
POWER:12/Potential:A
神具：太陽剣アマテラス〈麒麟〉/魂獣：カムイ
能力：発光能力、重力操作
太陽王子カナト（たいようおうじカナト）
第2弾 ZX035 シルバーカード
POWER:13/Potential:A
神具：太陽剣アマテラス〈麒麟〉/魂獣：カムイ
太陽王子カナト（たいようおうじカナト）
第3弾 ZX064 シルバーカード
POWER:12/Potential:A
神具：太陽剣アマテラス〈麒麟〉/魂獣：カムイ
破壊王子カナト（はかいおうじカナト）
第4弾 ZX064 ホログラムカード
POWER:30/Potential:SS
融合：白面金剛九尾イヅナ
「魂獣」
天照神龍エメルカムイ（てんしょうしんりゅうエメルカムイ）
第4弾 ZX073 ホログラムカード
名前：壊滅龍神無畏
POWER:25/Potential:S
能力：遺伝子情報奪取、能力模倣

荊姫シヅカ（いばらひめシヅカ）
第1弾 ZX007 シルバーカード
名前：冴樹 志津華〈18歳〉
POWER:11/Potential:B
神具：花蝶扇コノハサクヤ〈青龍〉/魂獣：カグヤ
能力：治癒能力、植物操作
「魂獣」
狂華咲乱 花媛香具耶（きょうかしょうらん はなひめかぐや）
第3弾 ZX065 シルバーカード
名前：花媛香具耶
POWER:15/Potential:A
能力：毒霧散布

四炎聖天マイト（しえんせいてんマイト）
第2弾 ZX032 シルバーカード
名前：南条院 マイト〈17歳〉
POWER:10/Potential:A
神具：炎琴アメノウズメ〈朱雀〉/魂獣：ダンスター
能力：肉体炎化、物質融解
「魂獣」
麗鳥艶舞Fダンスター（れいちょうえんぶフレイムダンスター）
第3弾 ZX066 シルバーカード
名前：フレイムダンスター
POWER:14/Potential:A
能力：華艶舞踊

剛烈剣マヒル（ごうれつけんマヒル）
第2弾 ZX033 シルバーカード
名前：日向 真昼〈17歳〉
POWER:9/Potential:B
神具：剛烈剣カンギテン〈白虎〉/魂獣：マハル
能力：筋力増強、地脈操作
「魂獣」
激震巨象ガネイシャ（げきしんきょぞうガネイシャ）
第3弾 ZX067 シルバーカード
名前：マハル・ガネイシャ
POWER:14/Potential:A
能力：地裂断層

水鏡のケンケン（すいきょうのケンケン）
第2弾 ZX034 シルバーカード
名前：剣 剣〈16歳〉
POWER:8/Potential:S
神具：水滸剣ヒルコ〈玄武〉/魂獣：ナイア
能力：冷気放出、液体操作
デス・マスカレード
第1弾 ZX003 シルバーカード
POWER:?/Potential:S
神具：布に巻かれた謎の神具
特技：隠密活動、暗殺
マスカレード・ケン
第4弾 ZX074 シルバーカード
POWER:15/Potential:S
神具：水滸剣ヒルコ〈玄武〉
能力：能力反射
「魂獣」
偽神ナイアーラ（ぎしんナイアーラ）
第4弾 ZX075 ホログラムカード
名前：ナイアーラ・ホテップ
POWER:20/Potential:S
能力：完全催眠、因果応報

### 鳳凰学園教師
フェニックス理事長（フェニックスりじちょう）
第1弾 ZX004 シルバーカード
POWER:15/Potential:A
神具：黄金仮面イザナギ〈麒麟〉
フェニックス・レイガ
第4弾 ZX084 アナザーカード
POWER:17/Potential:A
神具：黄金仮面イザナギ〈麒麟〉
執事長ギンベエ（しつじちょうギンベエ）
第4弾 ZX085
POWER:2/Potential:C
宝物：冒険仲間との色褪せた写真/主人：鳳凰院麗雅

学園長ガイ（がくえんちょうガイ）
第1弾 ZX005 シルバーカード
POWER:15/Potential:A
神具：輝煌拳フドウミョウオウ〈麒麟〉
輝煌男爵ガイ（シャイニングバロンガイ）
第3弾 ZX068 ホログラムカード
POWER:16/Potential:A
神具：輝煌拳フドウミョウオウ〈麒麟〉/サラ
「魂獣」
不動鬼神 沙々羅明王（ふどうきしん ささらみょうおう）
第3弾 ZX069 ホログラムカード
POWER:19/Potential:S

鋼鉄乙女マリオン（アイアンメイデンマリオン）
第1弾 ZX008 シルバーカード/アナザーカード
POWER:12/Potential:A
神具：炎縛鎖マリシテン〈朱雀〉/魂獣：パルテノン
能力：発火能力、火炎操作
鋼鉄戦姫マリオン（アイアンヴァルキリーマリオン）
第4弾 ZX088 シルバーカード
POWER:15/Potential:A
換装：最終決戦型モジュール・ラグナロク/生徒：阿修羅明王カイ
能力：ヴァルハラ・ストライク
「魂獣」
戦神機ミカエラ（せんじんきミカエラ）
第2弾 ZX047 シルバーカード/アナザーカード
POWER:18/Potential:S

磁界王マグナ（じかいおうマグナ）
第2弾 ZX036 シルバーカード
POWER:14/Potential:A
神具：磁力銃ツクヨミ〈麒麟〉
死神凶死朗（しにがみきょうしろう）
第3弾 ZX052 シルバーカード
POWER:15/Potential:A
神具：黄泉鎌イザナミ〈麒麟〉/魂獣：ヨミ
ヘルスポーン・G（ヘルスポーン・ガーゴイル）
第3弾 ZX053 シルバーカード
POWER:8/Potential:D
白鳥寮長マッチョーネ（スワンりょうちょうマッチョーネ）
第3弾 ZX054
POWER:7/Potential:C
少龍王シグレ（しょうりゅうおうシグレ）
第4弾 ZX089 シルバーカード
POWER:12/Potential:A
神具：龍王傘ナンダリュウオウ〈青龍〉/魂獣：ナーガ
格闘王キングタイガー（かくとうおうキングタイガー）
第4弾 ZX090 シルバーカード
POWER:13/Potential:A
神具：虎王帯コクウボサツ〈白虎〉/魂獣：虎徹
鋼鉄要塞シグマ（アイアンフォートレスシグマ）
第4弾 ZX089 シルバーカード
POWER:13/Potential:A
神具：亀甲盾スミノエ〈玄武〉/魂獣：霊亀

### 鳳凰学園生徒
魔法少女ルルイエ（まほうしょうじょルルイエ）
第1弾 ZX012 シルバーカード
POWER:8/Potential:A
神具：魔導書オモイカネ〈麒麟〉/魂獣：サトリ
マジカル★ルルイエ
第4弾 ZX084 シルバーカード
POWER:15/Potential:A
神具：魔導書オモイカネ武装形態〈麒麟〉
「魂獣」
慧光仙女 八意紗都理（えこうせんにょ やこころさとり）
第3弾 ZX071 シルバーカード/アナザーカード
POWER:12/Potential:A

独眼竜カゲミツ（どくがんりゅうカゲミツ）
第2弾 ZX029
POWER:7/Potential:B
神具：真空兜マサムネ〈青龍〉/魂獣：梵天丸
「魂獣」
快刀嵐魔 鬼武者梵天丸（かいとうらんま おにむしゃぼんてんまる）
第2弾 ZX030
POWER:12/Potential:B

ルーペン
第3弾 ZX055
POWER:5/Potential:C
神具：光射拡大鏡アケチ〈麒麟〉/魂獣：コゴロウ
ガーデニングショータ
第3弾 ZX056
POWER:4/Potential:C
神具：木円匙ハナゾノ〈青龍〉/魂獣：ホリー
のんびりカラヒコ
第3弾 ZX057
POWER:4/Potential:C
神具：鉄籠カゴメ〈白虎〉/魂獣：イワン
走り屋ハヤト
第3弾 ZX058
POWER:4/Potential:C
神具：炎靴ハヤテマル〈朱雀〉/魂獣：ファル
プートン
第3弾 ZX059
POWER:4/Potential:C
神具：魔水筒シラタキ〈玄武〉/魂獣：チョビ丸
ミミ子（ミミこ）
第3弾 ZX060
POWER:5/Potential:B
神具：氷玉コンゴウニオウ〈玄武〉/魂獣：パルセット
「魂獣」
超人姫Gパルセット（ちょうじんきグレートパルセット）
第3弾 ZX061
POWER:10/Potential:B

### 外海獣
ウリボー
第1弾 ZX015
POWER:3/Potential:D
ケロッタマ
第1弾 ZX016
POWER:1/Potential:D
ディグディグ
第1弾 ZX017
POWER:2/Potential:D
ジャンペーラ
第1弾 ZX018
POWER:3/Potential:D
アンガリー
第1弾 ZX019
POWER:4/Potential:D
ライナ・キロス
第2弾 ZX040
POWER:5/Potential:D
リザーピオン
第2弾 ZX041
POWER:6/Potential:D
ゴードル
第2弾 ZX042
POWER:7/Potential:D
シーガル
第2弾 ZX043
POWER:8/Potential:D
守護獣バルガザル（ガーディアンバルガザル）
第2弾 ZX044 シルバーカード
POWER:18/Potential:D
宝物：超鋼ヒヒイロカネ
黄金竜エメリウス（おうごんりゅうエメリウス）
第2弾 ZX045 ホログラムカード/レア
POWER:20/Potential:D
宝物：離縁石、結縁石
獅王獣ガルディオン（しおうじゅうガルディオン）
第4弾 ZX076
POWER:16/Potential:D
炎騎獣フレイムディノス（えんきじゅうフレイムディノス）
第4弾 ZX077
POWER:15/Potential:D
雷闘獣ゴリドルガー（らいとうじゅうゴリドルガー）
第4弾 ZX078
POWER:13/Potential:D
獣王兵フンババール（じゅうおうへいフンババール）
第4弾 ZX079
POWER:12/Potential:D